# Ordinul cistercian
| Ordinul cistercian        | Ordinul cistercian                           |
| ------------------------- | -------------------------------------------- |
|                           |                                              |
| Blazon                    |                                              |
| Nume oficial              | Cistercienses                                |
| Nume popular              | Cistercieni                                  |
| Fondator                  | Robert de Molesme, Abbaye de Cîteaux         |
| Data înființării          | 1098                                         |
| Apartenența               | Biserica Catolică                            |
| Sigla                     | OCist                                        |
| Statut canonic            | Ordin religios monahal                       |
| Vestimentație             | Îmbrăcăminte monahală albă cu scapular negru |
| Ramura femenină/masculină | Cisterciene                                  |
| Sit oficial               | http://www.cistercensi.info                  |
| Ordine religioase         |                                              |

Ordinul cistercian (în latină Ordo Cisterciensis, acronim Ocist) este un ordin călugăresc catolic.
Nucleul ordinului l-au constituit călugării mănăstirii benedictine din Cîteaux (în latină Cistercium) din Franța, care sub conducerea abatelui Robert de Molesme s-au decis în anul 1098 să respecte cu cea mai mare strictețe Regula Sfântului Benedict, așa cum a fost scrisă de Benedict de Nursia în anul 540.
Numele ordinului provine de la denumirea latină a localității Cîteaux („Cistercium”).

## Istoric

Primele patru filii ale Abației Cîteaux (cu anul fondării): La Ferté, Abația Pontigny, Clairvaux, Morimond, apoi filiația Mănăstirii Clairvaux

Larga răspândire a cistercienilor a început sub conducerea sfântului Bernard de Clairvaux (Saint Bernard).
Cistercienii au răspândit un stil arhitectonic simplu și sobru inspirat din formele romanicului matur, în contrast cu programul arhitectural difuzat de benedictinii de la Cluny, mult mai elaborat.

## Ordinul cistercian pe teritoriul de azi al României

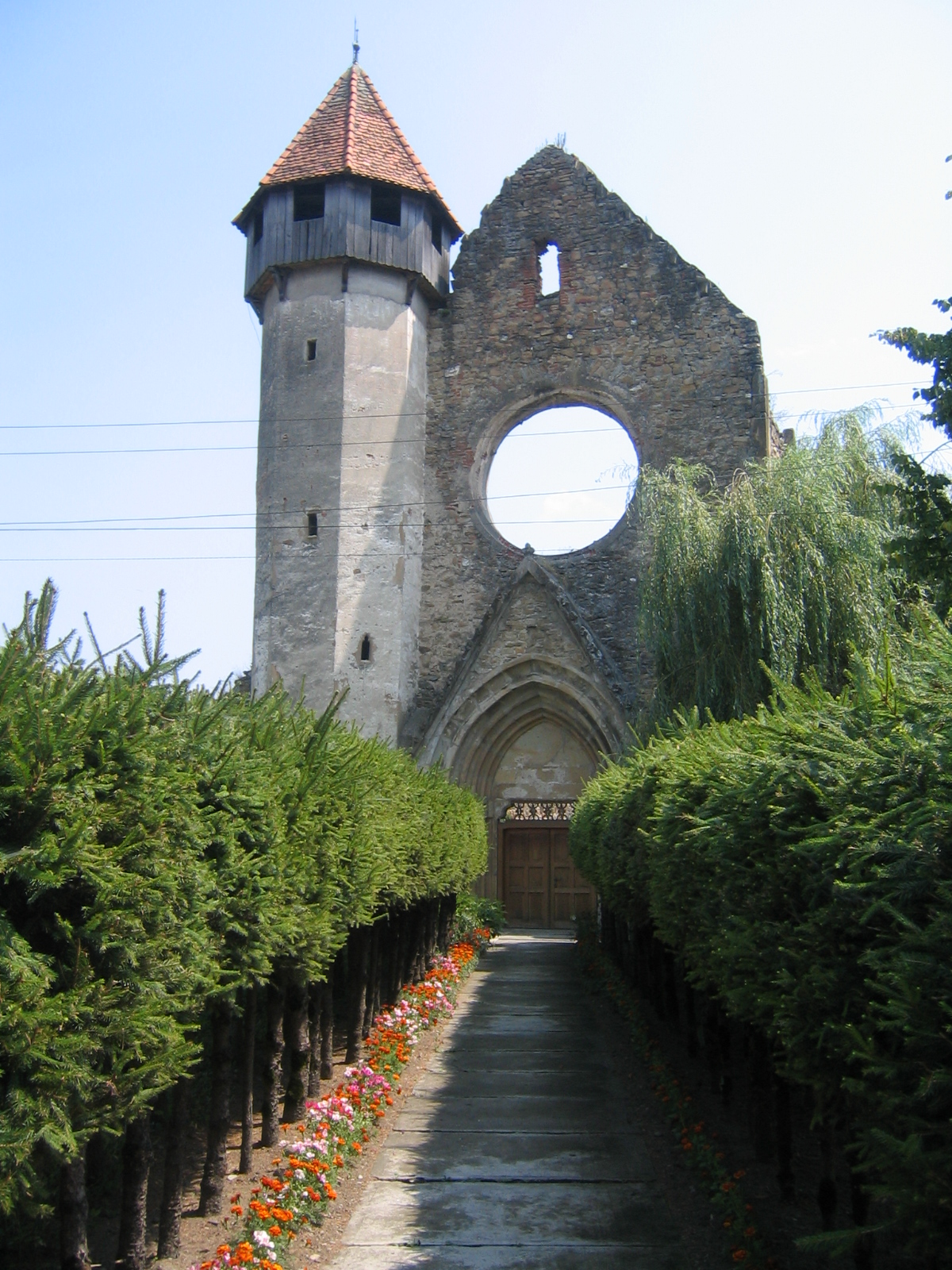
Mănăstirea Cârța

Pe teritoriul de astăzi al României au funcționat două mănăstiri cisterciene: una la Igriș, în județul Timiș și alta la Cârța, în județul Sibiu. Mănăstirea Igriș a fost fondată în anul 1179 de Ana de Châtillon, prima soție a regelui Béla al III-lea al Ungariei, originară din Franța. Mănăstirea a fost întemeiată ca filie a mănăstirii de la Pontigny, fiind locuită inițial de călugări veniți din Franța. Mănăstirea Cârța a fost înființată în 1205-1206 de călugări de la Mănăstirea Igriș, ca filie a acesteia.
La Mănăstirea Igriș s-au pus bazele primei biblioteci cunoscute pe teritoriul României. Mănăstirea Igriș a fost distrusă în timpul marii invazii a tătarilor din 1241 și reconstruită ulterior, apoi închisă în 1500 și demolată de otomani, în 1526, și nu a mai fost refăcută.
Mănăstirea Cârța a reușit să se refacă după invazia din 1241, însă a fost desființată la ordinul regelui Matia Corvin, la 27 februarie 1474.